# Кемерово
Ке́мерово — город в России, административный центр Кемеровской области и Кемеровского района (муниципального округа), в состав которого не входит. Город областного подчинения, образует Кемеровский городской округ. Расположен на юге Западной Сибири, на обоих берегах рек Томи и Искитимки, в северной части Кузнецкого угольного бассейна (Кузбасса).
Население по данным на 1 января 2025 года — ↘542 928 чел.: тридцать второй по численности населения город в стране и восьмой по численности населения город в Сибири. Является центром Кемеровской агломерации. С 2015 года — первый по численности и плотности населения город Кемеровской области.
С начала XX века в городе работают предприятия угольной промышленности. Имеются предприятия химической, лёгкой и пищевой промышленности. День города празднуется 12 июня.
В 2017 и 2019 годах занимал 10-е место в рейтинге лучших городов России по качеству жизни, составленном Финансовым университетом при Правительстве РФ.

## Этимология
Город получил название по деревне Кемерово, названной от фамилии первопереселенцев Кемеровых, — оформление на -ово позволяет думать о топонимическом переходе через личное имя. Деревня дала наименование возникшему при ней Кемеровскому руднику. В 1925 году из двух соседствующих деревень Кемерово и Щеглово был образован город Щегловск, который в 1932 году переименовали в Кемерово по названию рудника. По другой версии, в основе названия лежит тюркское слово кемер — «обрыв, берег, утёс». Жителей города называют кемеровча́нин, кемеровча́нка, кемеровча́не.

## Физико-географическая характеристика

### Географическое положение
Город Кемерово — административный центр Кемеровской области, расположенный в 2997 км (по прямой) и 3601 км (по автодорогам) от Москвы. Находится на юго-востоке Западной Сибири в центре Кузнецкой котловины, в северной части Кузнецкого угольного бассейна, на обоих берегах реки Томи, в среднем её течении, при впадении в неё реки Искитимки. Территория города находится в пределах увалисто-холмистой равнины севера Кузнецкой котловины, в лесостепной южной части Западной Сибири.

Расположен на обоих берегах реки Томи в среднем её течении, при впадении в неё реки Искитимки. Части города, расположенные на разных берегах Томи, связаны между собой двумя автомобильными мостами (Кузнецким и Кузбасским) и одним железнодорожным.

### Часовой пояс
Кемерово находится в часовой зоне МСК+4. Смещение применяемого времени относительно UTC составляет +7:00.
В соответствии с применяемым временем и географической долготой средний солнечный полдень в Кемерове наступает в 13:16.

### Климат
Климат города Кемерово — резко континентальный.
Зимний период в столице Кузбасса холодный и на 1,5 месяца продолжительнее календарной зимы. Среднесуточная температура воздуха опускается ниже нуля 25 октября, последний зимний день приходится на 9 апреля. Лето достаточно влажное и тёплое, временами летом очень жарко. Средняя продолжительность климатического лета (с периодом среднесуточных температур выше +15 градусов) в Кемерове составляет 80 дней. Начинается лето в среднем 5 июня, последний день летнего периода приходится на 23 августа.
Днём 2 июня 2013 года в городе выпал снег, а следующей ночью температура воздуха опускалась до −2,8 °C.
Осадки в виде дождя и мокрого снега 2 июня 2014 года шли на всей территории региона. А наиболее сильный снегопад синоптики зафиксировали в Белове и Тисуле, в этих населённых пунктах выпало до семи миллиметров осадков.
| Показатель                    | Янв.  | Фев.  | Март  | Апр.  | Май   | Июнь | Июль | Авг. | Сен. | Окт.  | Нояб. | Дек.  | Год   |
| ----------------------------- | ----- | ----- | ----- | ----- | ----- | ---- | ---- | ---- | ---- | ----- | ----- | ----- | ----- |
| Абсолютный максимум, °C       | 6,0   | 6,8   | 14,6  | 30,2  | 34,4  | 35,1 | 38,0 | 36,3 | 33,1 | 24,5  | 13,8  | 5,8   | 38,0  |
| Средний суточный максимум, °C | −12,2 | −9    | −1,2  | 7,9   | 18,7  | 23,2 | 25,5 | 22,9 | 15,7 | 7,4   | −3,5  | −10   | 7,1   |
| Средняя температура, °C       | −17   | −14,7 | −7,3  | 1,9   | 11,2  | 16,5 | 19,0 | 16,2 | 9,6  | 2,4   | −7,4  | −14,5 | 1,3   |
| Средний суточный минимум, °C  | −21,5 | −19,6 | −12,6 | −3    | 4,7   | 10,4 | 13,2 | 10,6 | 4,8  | −1,4  | −11   | −19   | −3,7  |
| Абсолютный минимум, °C        | −47,9 | −47,1 | −39,9 | −32,4 | −19,6 | −5,7 | 0,5  | −1,2 | −9,4 | −27,9 | −39,5 | −48,4 | −48,4 |
| Норма осадков, мм             | 28    | 19    | 19    | 26    | 40    | 68   | 72   | 62   | 41   | 45    | 44    | 41    | 505   |
| Источник: «Погода и Климат»   |       |       |       |       |       |      |      |      |      |       |       |       |       |

### Экологическая ситуация
В городе имеются предприятия химической, машиностроительной и угольной промышленности, негативно влияющие на состояние окружающей среды.
По официальным данным за последние 4 года выбросы в атмосферу от предприятий и других стационарных источников уменьшились, при этом увеличение количества автомобилей привело к росту объёма выбросов в атмосферу от этого источника. Однако точные данные о загрязнении воздуха транспортом отсутствуют. В администрации города поясняют — эпизодические выбросы в виде смога и запаха гари наблюдаются из-за изменений розы ветров (безветренная погода).
| Год  | Количество объектов, имеющих стационарные источники выбросов, единиц | Выброшено в атмосферу загрязняющих веществ, отходящих от стационарных источников, тыс. тонн |
| ---- | -------------------------------------------------------------------- | ------------------------------------------------------------------------------------------- |
| 2008 | 71                                                                   | 49,8                                                                                        |
| 2009 | 59                                                                   | 52,0                                                                                        |
| 2010 | 61                                                                   | 54,9                                                                                        |
| 2011 | 75                                                                   | 47,2                                                                                        |
| 2012 | 112                                                                  | 46,5                                                                                        |
| 2013 | 132                                                                  | 36,6                                                                                        |
| 2014 | 138                                                                  | 39,2                                                                                        |
| 2015 | 105                                                                  | 39,6                                                                                        |
| 2016 | 101                                                                  | 42,9                                                                                        |
| 2017 | 104                                                                  | 41,1                                                                                        |

Кемерово потребляет воду из Томи, а также из Пугачёвского водозабора; Кедровка и Боровой используют подземные воды.

### Территориигородского округавне населённого пункта Кемерово
Вдоль левого берега Томи, у Пригородного, Рудничное кладбище, северный участок Кировского района.

## История
Впервые русский населённый пункт на территории современного города Кемерово упомянут в 1701 году. Об этом свидетельствует «Хорографическая чертёжная книга Сибири» тобольского топографа и географа Семёна Ульяновича Ремезова, где на «Чертеже земли Томского города» указана деревня Щеглова на правом берегу Томи. Первое письменное упоминание о поселении Комарово / Кеми(е)рова содержится в дневнике немецкого учёного на русской службе Д. Г. Мессершмидта и датировано оно 28 апреля (9 мая) 1721 г.: «28-го (пятница) допрашивали мы лейтенанта Ээнберга, что здесь должен быть казначей… который о всяких делах [происходящих] вокруг мог дать всевозможные справки; но его надо угостить хорошей водкой. Он также сказал… между Комарова и деревней Красная, на левой стороне реки, должно быть находится каменный уголь». Это документальное свидетельство сочетает самое раннее упоминание оригинального названия место-поселения — «Комарова» — с датой самого упоминания, означая исходную точку исторического летосчисления современного города Кемерово.

Спускавшийся по Томи из Кузнецка в Томск осенью 1734 года С. П. Крашенинников пишет в дорожном журнале:
Щеглакова деревня, на правой стороне, от Багровой в 5 верстах, Красной камень, на той же стороне, от Щеглаковой деревни в 4 верстах. Длиною сей камень на 1 версту. На конце ево стоит Кемерово деревня, от Щеглаковой в 1 версте.С. П. Крашенинников в Сибири. Неопубликованные материалы. М.; Л., 1966. С. 43, 49-53.
В октябре 1734 года Г. Ф. Миллер дислоцирует деревню Кемерово в устье томского притока р. Акаевой: «Кемерово, в 8 верстах от острога, на восточном берегу, на устье рч. Акаевой».
В XIX веке на территории будущего города находились несколько русских поселений: село Усть-Искитимское (Щеглово) и деревни Кемерова, Евсеева, Давыдова (Ишанова), Боровая, Красный Яр, Кур-Искитим (Плешки).

### XX век
После Октябрьской революции 9-17 мая 1918 года состоялся Щегловский съезд Советов рабочих, крестьянских и солдатских депутатов, который постановил преобразовать село Щеглово в уездный город Щеглов. Однако уже в июне 1918 года власть в Щегловске захватили белочехи. 4 июля 1918 года Временное Сибирское правительство, считая советские учреждения незаконными, аннулировало все декреты, изданные Советом народных комиссаров и местными советами.
Новые власти были вынуждены вернуться к рассмотрению статуса Щегловска. 17 июня 1918 года Томская губернская земельная управа рассмотрела заявление Щегловского волостного земства о необходимости подтверждения от властей Сибирского правительства утверждения города и уезда. 11 июля она постановила считать образование Щегловского уезда окончательным с 1 января 1919 года после утверждения его губернским Земским собранием. Окончательно утверждение Щегловского уезда произошло 23 июля 1919 года, но не Временным Сибирским правительством, а советом министров Верховного правителя А. В. Колчака.
В конце декабря 1919 года Щегловск был захвачен силами Красной армии. В начале 1920 года в городе был создан ревком, которому также пришлось заниматься вопросом о городском статусе Щегловска. 27 апреля 1920 года на заседание ревкома был вынесен вопрос «О восстановлении постановлений Советской власти, состоявшихся в 1918 году по поводу переименования села Щеглова в город». Было принято постановление просить губревком снестись с центром и восстановить факт переименования села Щеглова в город. 14-16 мая 1920 года в Щегловске прошли выборы в Щегловский городской совет рабочих, крестьянских и красноармейских депутатов, а 23 мая начал работу первый съезд Щегловского горуездного совета. 27 мая 1920 года съезд Щегловского горуездного совета рабочих, крестьянских и красноармейских депутатов подтвердил постановление съезда 1918 года о преобразовании села Щеглова в город Щегловск и санкционировал постановление по данному вопросу ревкома.
После окончания Гражданской войны на территории города вела свою работу Автономная индустриальная колония «Кузбасс» — компания, состоявшая из иностранных специалистов — участников рабочего движения США, Бельгии, Нидерландов, Германии и других стран. АИК «Кузбасс» оставила большой след в истории города: её силами было застроено несколько кварталов на правом берегу реки Томь по проектам голландского архитектора Йоханнеса ван Лохема, позднее прозванных «Голландская деревня». Колония осуществляла строительство Коксохимического завода, шахты Центральной и ряда других построек в городе.
15 сентября 1924 года ВЦИК принял «Положение о городских и сельских поселениях». Большой процент населения города Щегловска, занимавшегося сельским хозяйством, не удовлетворял требованию Положения (не более 25 %), поэтому встал вопрос о существовании самого города, и он потерял уездный статус. Однако, Щегловску удалось отстоять статус города, а 6 июня 1925 года постановлением ВЦИК он был утверждён в составе списка городов Сибири, он стал административным центром Кузнецкого округа Сибирского края.
Тем не менее, вопрос о соответствии Щегловска городскому статусу по-прежнему стоял в повестке дня. Для его закрепления городским властям необходимо было механически повысить процент рабочих в городе. Взгляд их обратился на деревню Кемерово на противоположном берегу реки, поскольку там действовал рудник и находилась большая железнодорожная станция. Толчком стало постановление ВЦИК от 23 января 1928 года, которым деревня Кемерово была отнесена к категории рабочих посёлков и создавалась комиссия по организации поселкового совета. Но уже 12 ноября 1928 года новым постановлением ВЦИК в состав города Щегловска включались «бывшее с. Кемерово, ст. Кемерово Томской ж. д., химический завод и посёлок при нём, Кемеровский рудник и посёлок при нём». С утратой деревней Кемерово статуса самостоятельного поселения был ликвидирован и Кемеровский район. Постановлением президиума Сибкрайисполкома от 6 февраля 1929 года его территория полностью вошла в Щегловский район. Одновременно был поднят вопрос о переименовании окружного центра. Во многом это объяснялось разночтениями в названиях: округ назывался Кузнецким, окружной центр — Щегловск, железнодорожная станция около него — Кемерово. 24 октября 1927 года горсовет постановил переименовать город Щегловск и станцию Кемерово в «Новокузнецк» с последующим ходатайством перед окрисполкомом и ВЦИК утвердить это решение. Но этому решительно воспротивилось правление Томской железной дороги, поскольку к этому времени уже существовали две одноимённые станции «Кузнецк», что вызывало постоянную путаницу в доставке грузов.
В 1930 году было принято решение о переименовании города Щегловска в Кемерово (по железнодорожной станции). Больше года ушло на согласование вопроса в высших государственных органах власти. 1 января 1932 года Президиум ВЦИК переименовал город Щегловск в город Кемерово и направил постановление на утверждение Президиума ЦИК СССР. 27 марта 1932 года Президиум ЦИК СССР постановил: ходатайство президиума ВЦИК удовлетворить и город Щегловск Западно-Сибирского края переименовать в город Кемерово.
Постановлением Президиума Новосибирского облисполкома от 26.11.1937 г. № 301 город переименован в Сергоград. Постановлением Президиума ВЦИК 02.03.1938 г. ходатайство о переименовании было отклонено.
После начала Великой отечественной войны промышленность города была полностью переведена на нужды фронта. В Кемерово было эвакуировано 38 предприятий из прифронтовых территорий. При населении в 130 тысяч человек, 60 тысяч кемеровчан ушло на фронт за годы войны. Среди кемеровчан такие герои войны, как партизанка Вера Волошина, один из 28 героев-панфиловцев Илларион Васильев, генерал-майор авиации Степан Марковцев и многие другие.

### XXI век
В 2012 году по итогам Всероссийского конкурса на звание «Самое благоустроенное городское поселение России», проведённого в 2012 году, городу Кемерово присуждено третье место с вручением диплома Правительства Российской Федерации III степени. Указом Президента Российской Федерации от 10 сентября 2021 года городу было присвоено звание «Город трудовой доблести».
В конце мая 2022 года был утверждён новый план развития города — «5 шагов». В конце июня того же года администрация Кемерова сообщила о планах по разработке строительства десяти новых жилых микрорайонов на месте частной застройки.
24 января 2023 в Кемерове началась реновация заискитимской части города. Программа комплексного развития территории направлена на снос частного малоэтажного сектора в центре города и постройку многоэтажного жилья, социальной и инженерной инфраструктуры. Площадь территории рассчитанных на 10 лет комплексных преобразований — 540 гектаров.

### Территориальная принадлежность города
- в XIX веке и начале XX века — в составе Верхо-Томской волости (административный центр — село Усть-Искитимское), Кузнецкий уезд, Томская губерния;
- с 1921 года — в составе Щегловской укрупнённой волости (создана слиянием нескольких волостей) в составе вновь созданного Кольчугинского уезда Томской губернии РСФСР. Административный центр — город Щегловск;
- с осени 1924 — в составе Щегловского района Кузнецкого округа Томской губернии РСФСР (Кузнецкий округ был вновь образован слиянием Кольчугинского и Кузнецкого уездов);
- с августа 1925 года, в рамках реформы районирования РСФСР (ликвидируются прежние губернии, уезды и волости), город Щегловск — административный центр Щегловского района Сибирского края РСФСР;
- с 1930 года — административный центр Щегловского района Западно-Сибирского края РСФСР;
- 27 марта 1932 года Щегловск переименован в Кемерово[46], становится координирующим центром создающегося промышленного района «Кузбасс» в составе Западно-Сибирского края РСФСР;
- в период с 1937 по январь 1943 — административный центр Кемеровского района в составе Новосибирской области РСФСР;
- 26 января 1943 года Указом Президиума Верховного Совета СССР Кузбасский промышленный регион выделяется в новую самостоятельную область, Кемерово становится административным центром Кемеровской области.

## Население
Население города Кемерово на 2025 год — 542 928 человек.
| 1926     | 1931     | 1933     | 1937     | 1939     | 1956     | 1959     | 1962     | 1967     | 1970     | 1973     |
| -------- | -------- | -------- | -------- | -------- | -------- | -------- | -------- | -------- | -------- | -------- |
| 21 726   | ↗50 497  | ↗106 500 | ↗124 682 | ↗132 824 | ↗240 000 | ↗277 671 | ↗305 000 | ↗364 000 | ↗384 989 | ↗415 000 |
| 1975     | 1976     | 1979     | 1982     | 1985     | 1986     | 1987     | 1989     | 1990     | 1991     | 1992     |
| ↗435 000 | →435 000 | ↗470 640 | ↗495 000 | ↗506 000 | ↗508 000 | ↗520 000 | ↗520 263 | ↘510 000 | ↗521 000 | →521 000 |
| 1993     | 1994     | 1995     | 1996     | 1997     | 1998     | 1999     | 2000     | 2001     | 2002     | 2003     |
| ↘517 000 | ↘513 000 | ↘500 000 | ↘499 000 | ↗500 000 | ↘496 000 | ↗496 300 | ↘492 700 | ↘487 200 | ↘484 754 | ↗484 800 |
| 2004     | 2005     | 2006     | 2007     | 2008     | 2009     | 2010     | 2011     | 2012     | 2013     | 2014     |
| ↘480 200 | ↗522 600 | ↘520 100 | ↘519 800 | ↗520 000 | ↗520 609 | ↗532 981 | ↘532 717 | ↗536 270 | ↗540 095 | ↗544 006 |
| 2015     | 2016     | 2017     | 2018     | 2019     | 2020     | 2021     | 2023     | 2024     | 2025     |          |
| ↗549 159 | ↗553 076 | ↗556 920 | ↗558 973 | ↘558 662 | ↘556 382 | ↗557 119 | ↘549 362 | ↘544 600 | ↘542 928 |          |

На 1 января 2025 года по численности населения город находился на 33-м месте из 1124 городов Российской Федерации.

### Национальный состав
По состоянию на 2010 год преобладающим населением являются русские — 94,6 %, а также татары — 1,3 %, украинцы — 0,7 %, армяне — 0,6 %, немцы — 0,5 %, другие — 2,3 %.

## Административное устройство и власть
Кемерово в рамках административно-территориального устройства является городом областного подчинения; в рамках муниципально-территориального устройства в его границах образовано муниципальное образование город Кемерово со статусом городского округа.
Город состоит из пяти внутригородских районов, не являющихся муниципальными образованиями:
| Район       | Площадь, км² | Население, чел. |
| ----------- | ------------ | --------------- |
| Заводский   | 86,6         | ↘152 333        |
| Кировский   | 70           | ↘56 300         |
| Ленинский   | 22           | ↘138 828        |
| Рудничный   | 91,2         | ↗106 049        |
| Центральный | 12,5         | ↗103 609        |

Отделы полиции: Заводский, ФПК, Кировский, Ленинский, Рудничный, Центральный, Кедровка, Южный, Юбилейный, Ягуновский.

### Органы власти
Уставом города Кемерово определена следующая структура городского самоуправления:
- Кемеровский городской Совет народных депутатов — представительный орган муниципального образования;
- Глава города Кемерово — глава муниципального образования;
- Администрация города Кемерово — исполнительно-распорядительный орган муниципального образования;
- Контрольно-счётная палата города Кемерово — контрольно-счётный орган муниципального образования.

Все органы городского самоуправления расположены на площади Советов по адресу: Советский проспект, дом 54. Администрации административных районов согласно уставу города называются Территориальными управлениями.

### Первые секретари
- Новаковский Марк Борисович 7.1931 — 1933
- Шаповалов, Владимир Семёнович 27.3.1950 — 2.4.1951
- Турчин, Николай Давыдович 4.6.1960 — 15.1.1963
- Листов, Владимир Владимирович 1966—1970 гг.
- Навасардянц, Георгий Адамович ? — 22 ноября 1973 года
- Чурпита, Вениамин Михайлович 22 ноября 1973 года — 22 сентября 1978 года
- Галкин, Владислав Николаевич 22 сентября 1978 года — 9 марта 1983 года
- Веселов, Герман Семёнович 9 марта 1983 года — ?

### Председатели горисполкома
- Токарев, Александр Арефьевич 1936—1937
- Шаповалов, Владимир Семёнович 12.1946 — 1949
- Веселов, Герман Семёнович
- Владимир Михайлов 1986—1990

### Главы города
- Владимир Михайлов — с апреля 1986 года[93];
- Валерий Ермаков — с 27 января 2013[94] по 19 апреля 2016 года;
- Илья Середюк — с 20 апреля 2016 по 19 сентября 2022 года[95][96][97];
- Дмитрий Анисимов — с 15 ноября 2022 года по настоящее время[98].

### Совет народных депутатов
Кемеровский городской Совет народных депутатов является представительным органом власти и состоит из 36 депутатов. Срок полномочий депутатов составляет пять лет.
13 марта 2011 года прошли выборы в Совет народных депутатов, по итогам которых места в Совете распределились следующим образом: 31 — Единая Россия, 2 — Справедливая Россия, 2 — Патриоты России. Председателем был избран представитель «Единой России», депутат по 16-му избирательному округу Кемерово Григорий Вержицкий. На шестьдесят восьмом заседании Кемеровского городского Совета была принята отставка по собственному желанию Председателя городского Совета Григория Анатольевича Вержицкого. С 2017 горсовет возглавлял Сенчуров Николай Николаевич С 2021 года совет возглавляет Андреев Юрий Александрович.

## Символы города

### Герб
Герб города Кемерово представляет собой геральдический щит французской формы. Щит разделён на два поля красного и чёрного цветов. В центре щита — стилизованное изображение химической реторты, перекрывающей части шестерни и колосьев. В верхней части щита указывается название города — Кемерово. Изображение стилизованной химической реторты, части шестерни символизируют химическую и машиностроительную отрасли промышленности — главные направления промышленного развития города. Колосья хлеба символизируют плодородие земли, связанное с применением минеральных удобрений, вырабатываемых на химических предприятиях города.
Используемые различные цвета несут определённую смысловую нагрузку. Красный — мужество, державность, слава, кровь, пролитая за отечество, энергия, сила. Чёрный — символизирует каменный уголь, основное богатство области, центром которой является Кемерово. Жёлтый (золото) — символ богатства, справедливости, милосердия, великодушия, постоянства, силы, верности.

### Флаг
Прямоугольное двухстороннее полотнище с отношением ширины к длине 2:3, воспроизводящее фигуры из герба города Кемерово, выполненные красным, чёрным, жёлтым и белым цветом.

### Эмблема
Эмблема города Кемерово утверждена в 2004 году. Она представляет собой изображение памятника первооткрывателю кузнецкого угля Михайле Волкову, установленного в Кемерове в 1968 году в день 50-летия Кемеровского рудника на площади, названной именем этого сибирского рудознатца XVIII века. Скульптура Волкова изображена на фрагменте постамента, стилизованного под скалу, на фоне треугольника, символизирующего угольный террикон. Треугольник выполнен в двух цветах — чёрном (нижняя левая часть треугольника) и зелёном. Надпись «КЕМЕРОВО» расположена по диагонали с левой стороны треугольника. На чёрной части треугольника указан год основания города — число «1918».

## Экономика
В 2013 году город Кемерово занял 8-е место в рейтинге «30 лучших городов для бизнеса», составленном русским изданием журнала Forbes.
В 2017 году жилой район Лесная Поляна был признан лучшим в России проектом комплексного освоения территории.
Кемерово обладает конкурентными преимуществами, которые создают для инвестора основу эффективного использования своих финансовых, материальных, интеллектуальных ресурсов. Главной целью инвестиционной политики, реализуемой в Кемерово, является рост инвестиций в экономику города, способствующих интенсивному развитию экономики, производственной сферы, модернизации производства, повышению конкурентоспособности производимых на территории города товаров и услуг, росту доходов населения, предприятий и бюджета города. Департаментом инвестиционной политики и развития предпринимательства Кузбасса инвестиции рассматриваются как основной источник роста экономики города, обновления основных фондов, повышения производительности и улучшения условий труда, а также повышения качества и, как следствие, конкурентоспособности продукции, как на внутриобластных, так и на внешних товарных рынках.
Основной задачей администрации города является создание благоприятного и стабильного инвестиционного климата, оптимальных условий для реализации инвестиционного процесса, обеспечивающего взаимодействие инвесторов с собственниками объектов инвестирования, органами исполнительной власти, надзорными организациями и территориальными подразделениями федеральных органов исполнительной власти.
В Кемерове расположены штаб-квартиры крупных российских компаний: «Кузбассразрезуголь», «Кузбасская топливная компания», «Сибирский цемент», «Сибирский деловой союз», «Промстрой», «Кемеровогражданстрой», «РегионМарт».
Финансовый рынок Кемерово представлен федеральными банками, в числе которых Сбербанк с 24 отделениями, ВТБ с 10 отделениями, Газпромбанк с тремя отделениями и др. Также в городе действуют более 100 представительств банков других регионов.
В городе зарегистрировано 2 региональных банка:
| Банк           | Адрес                      |
| -------------- | -------------------------- |
| Кузбассхимбанк | Улица Юрия Двужильного, 12 |
| НКО «Тайдон»   | Молодёжный проспект, 5     |

### Структура экономики
В структуре экономики города Кемерово преобладает сфера услуг, в частности общественный сектор (образование, здравоохранение, государственное управление). Также развиты обрабатывающие производства, в том числе пищевая промышленность, химическая промышленность, производство кокса.
| Вид экономической деятельности                                                                                             | 11.2009 | 11.2014 |
| --- | ------- | ------- |
| Сельское хозяйство, охота и лесное хозяйство                                                                               | 0,2     | 0,2     |
| Добыча полезных ископаемых                                                                                                 | 1,9     | 1,8     |
| Обрабатывающие производства                                                                                                | 13,0    | 12,6    |
| Производство пищевых продуктов, включая напитки, и табака                                                                  | 2,1     | 1,8     |
| Производство кокса, нефтепродуктов                                                                                         | 1,4     | 1,3     |
| Химическое производство | 4,5     | 4,4     |
| Производство и распределение электроэнергии, газа и воды                                                                   | 5,0     | 5,4     |
| Строительство | 3,5     | 3,1     |
| Оптовая и розничная торговля; ремонт автотранспортных средств, мотоциклов, бытовых изделий и предметов личного пользования | 8,2     | 10,2    |
| Гостиницы и рестораны | 1,6     | 1,2     |
| Транспорт и связь | 8,8     | 8,4     |
| Связь (в отдельности) | 2,9     | 2,3     |
| Финансовая деятельность | 4,5     | 4,5     |
| Операции с недвижимым имуществом, аренда и предоставление услуг                                                            | 7,1     | 9,4     |
| Государственное управление и обеспечение военной безопасности; социальное страхование                                      | 13,4    | 12,4    |
| Образование | 14,7    | 13,4    |
| Здравоохранение и предоставление социальных услуг                                                                          | 13,6    | 13,2    |
| Предоставление прочих коммунальных, социальных и персональных услуг                                                        | 4,4     | 4,3     |

| Год  | Добыча полезных ископаемых | Обрабатывающие производства | Производство и распределение электроэнергии, газа и воды |
| ---- | -------------------------- | --------------------------- | -------------------------------------------------------- |
| 2009 | 4710                       | 39 337                      | 25 661                                                   |
| 2010 | 5044                       | 58 298                      | 30 810                                                   |
| 2011 | 6455                       | 80 472                      | 33 727                                                   |
| 2012 | 7201                       | 77 364                      | 34 528                                                   |
| 2013 | 12 349                     | 78 743                      | 33 881                                                   |
| 2014 | 6885                       | 76 266                      | 35 266                                                   |

### Доходы населения
| Год | 2008  | 2009    | 2010    | 2011    | 2012    | 2013    | 2014  | 2022  |
| --- | ----- | ------- | ------- | ------- | ------- | ------- | ----- | ----- |
| ₽   | 18539 | 19963,6 | 22295,3 | 24699,4 | 28377,6 | 31547,5 | 33157 | 47013 |

### Инвестиции
| Год   | 2008  | 2009  | 2010  | 2011  | 2012  | 2013  | 2014  |
| ----- | ----- | ----- | ----- | ----- | ----- | ----- | ----- |
| млн ₽ | 18630 | 13966 | 14305 | 23590 | 23099 | 24961 | 46356 |

## Транспорт

### Общественный транспорт
Транспортная сеть Кемерова состоит из 63 городских автобусных маршрутов (в том числе 8 — сезонных), 53 — пригородных (в том числе 35 — сезонных), 5 — трамвайных и 8 троллейбусных маршрутов.
Ежедневно на улицы города выходит 322 транспортных единиц, в том числе:
- 201 автобус городских и пригородных маршрутов;[источник не указан 222 дня]
- 121 единица электротранспорта.[источник не указан 222 дня]

Стоимость проезда — 33 рубля при безналичной оплате и 38 рублей при оплате наличными; для школьников и студентов — 19 рублей по транспортной карте и 23 рубля наличными; для пенсионеров и предпенсионеров — 17 рублей по карте и 20 рублей при оплате наличными.

### Железнодорожный транспорт
В пределах города находится железнодорожная станция Западно-Сибирской железной дороги. Здесь же расположен главный железнодорожный вокзал города.

### Воздушный транспорт
В 2,5 километрах юго-восточнее окраины города Кемерово располагается аэропорт, который располагает одной взлётно-посадочной полосой с искусственным покрытием класса «Б» длиной 3200 метров. Аэропорт назван в честь русского лётчика-космонавта Алексея Леонова, родом из Кузбасса. До аэропорта организованы два автобусных маршрута — 101 и 126.

### Автомобильный транспорт
16 октября 2006 года в Кемерово ввели в эксплуатацию Кузнецкий мост — один из самых широких мостов (40,5 м) в Сибири, пришедший на замену устаревшему Коммунальному мосту: его протяжённость составляет 634 метров, Строительство было начато осенью 1990 года, а затем заброшено; но в итоге в ноябре 2005 года строительство моста возобновили и, вместо двух запланированных лет, сдали мост в эксплуатацию через 11 месяцев. Кроме того, в Кемерово есть и второй мост через реку Томь — Кузбасский, через который проходит федеральная трасса Р255. В 2024 году был реализован проект третьего моста.
В Центральном районе города через реку Искитимку переброшены четыре крупных моста:
- Искитимский мост, являющийся частью проспекта Ленина, по мосту осуществляется автомобильное, трамвайное и троллейбусное движение в обе стороны, по обе стороны от главного моста оборудованы отдельные пешеходные мостики;
- Красноармейский мост, являющийся частью Красноармейской улицы и завершающий её, по мосту осуществляется автомобильное и троллейбусное движение в обе стороны;
- Университетский мост, являющийся частью Советского проспекта и завершающий его;
- Театральный мост, прилегающий к Притомскому проспекту.

В Заводском районе через реку Искитимку переброшены три больших моста — по улицам Сибиряков-Гвардейцев, Автозаводской и Камышинской.
В городе есть отдельно выделенные дорожные полосы для общественного транспорта на участке проспекта Ленина от Соборной улицы до бульвара Строителей. Также есть и велодорожки — их протяжённость более 11 км, в планах продление и строительство отдельных велосипедных полос для движения с правого берега на левый. В 2015 в городе запустили реверсивное движение на участке Советского проспекта от начала Октябрьского проспекта до Красной улицы.
По данным соцопроса, проведённого компанией «Росгосстрах» в 2013 году, среди пяти регионов России с самыми лучшими дорогами, первое место занимает Кемерово, в котором высокий уровень удовлетворённости автомобилистов качеством дорог держится уже более пяти лет.
Рекордный процент довольных дорогами в Кемерово был зафиксирован в 2008 году и составил 87 % опрошенных, в 2013 году он составил 82 %.
Практически все светофорные стойки в городе ярко-оранжевые, сделано это для профилактики ДТП. Помимо светофорных стоек, городской общественный транспорт постепенно также перекрашивается в такой же цвет — для безопасности и здоровья участников дорожного движения.

## Культура

### Объекты культурного наследия
На территории города находятся 126 объектов культурного наследия: 4 памятника федерального значения, 47 — регионального и 75 — муниципального. Это памятники архитектуры и градостроительства, монументального искусства, истории и археологии.

### Театры
- Кемеровская государственная областная филармония имени Б. Т. Штоколова
- Кемеровский областной театр драмы имени Луначарского
- Кемеровский областной театр кукол имени Аркадия Гайдара
- Музыкальный театр имени А. Боброва
- Театр для детей и молодёжи
- Театр «Ложа»
- Кемеровский государственный цирк

### Библиотеки
- Кемеровская областная научная библиотека им. В. Д. Фёдорова
- Муниципальное автономное учреждение культуры «Муниципальная информационно-библиотечная система» г. Кемерово
- Кемеровская областная библиотека для детей и юношества
- Кемеровская областная специальная библиотека для незрячих и слабовидящих

### Музеи
- Кузбасский областной краеведческий музей[116]
- Музей «Археология, этнография и экология Сибири» Кемеровского государственного университета[117]
- Музей изобразительных искусств Кузбасса[118]
- Музей-заповедник «Красная Горка» с монументом Эрнста Неизвестного «Память шахтёрам Кузбасса».
- Геологический музей КузГТУ[119]
- Музей истории Православия на земле Кузнецкой[120]
- Музей физкультуры и спорта Кузбасса[121]
- Музей кино («Кузбасскино»)[122]
- Музей железнодорожной техники (под открытым небом)[123]
- Музей космонавтики имени Алексея Леонова (аэропорт)[124]
- Горно-геологический музей (Технопарк)[125]

### Кинотеатры
- «Москва», открыт в 1937 году. В 2014-м работа кинотеатра временно приостановлена[126]
- «Starmax cinema», кинотеатр открытый на месте Киноцентра «Аврора» в 2020 г. В распоряжении посетителей два кинозала: «Maxima» — на 292 места и «Christi» — на 205 мест.
- «Космос», открыт в 1961 году.
- «Юбилейный», открыт в 1967 году. 15 января 2018 года закрыт на реконструкцию, а 5 октября 2019 года открылся снова.
- «Кузбасскино», открыт в 2012 году.
- «Планета кино-1», открыт в 2006 году, находится в торговом центре «Променад-2»
- «Планета кино-2», открыт в 2009 году, находится в торговом центре «Променад-3»
- «Восток», открыт в 2008 году, находится в торговом центре «Гринвич»
- «5D», открыт в 2012 году.
- «7D», открыт в 2013 году.
- «Зимняя вишня», открыт в 2013 году. 25 марта 2018 произошёл пожар, в ходе которого здание почти полностью сгорело и было снесено.
- «Рио Синема», открыт в 2018 году, находится в торговом центре «Рио»

## Достопримечательности

### Парки и скверы
- Сосновый бор. Сосновый лес в Рудничном районе города на правом берегу Томи. В 1970-е годы назывался парком Победы, однако название не прижилось. В Сосновом бору обитают пять видов животных и девять видов растений, внесённых в Красную книгу Кузбасса. Также были отмечены популяции обыкновенной белки, азиатского бурундука, ласки, горностая, степного хорька, немногочисленная популяция зайца-беляка[127][128].
- Берёзовая роща. Два парка и лесной массив в Кировском районе города объединены названием «Берёзовая роща». Представляют собой частично облагороженные остатки берёзового леса, который рос на этом месте до строительства города.

- Парк чудес. Расположен в центральной части города, больше известен как по старому названию «Горсад». Представляет собой настоящий парк культуры и отдыха с аттракционами, концертными площадками, кафе и т. д.
- Сквер «Орбита». Небольшой сквер в центральной части города, вокруг здания радиотелевизионного передающего центра «Орбита». Иногда используется для проведения различных митингов и манифестаций.
- Парк Победы имени Жукова. Парк в Центральном районе города на левом берегу реки Искитимки — притока Томи. В парке размещена постоянная экспозиция советской военной техники 1950—1980 гг.
- Парк «Антошка». Парк в Центральном районе города на левом берегу реки Искитимки. Парк известен среди горожан популяцией диких уток, живущих на Искитимке круглый год. Зимой 2014—2015 годов количество уток составляло более 1200 особей[129].
- Парк имени Веры Волошиной. Парк в Центральном районе города. Более известен как «Комсомольский парк».
- Кузбасский парк. Парк в Ленинском районе города.
- Лесная сказка. Парк в городе-спутнике Лесная Поляна.
- Сквер им. Фёдорова. Сквер в Центральном районе города, рядом с областной библиотекой.
- Площадь Волкова. Сквер в Центральном районе города, рядом с КузГТУ, напротив областной библиотеки.
- Парк Ангелов. Сквер в Центральном районе города. Находится на месте сгоревшего торгово-развлекательного центра «Зимняя вишня».

### Памятники
- Мемориал воину-освободителю.
- Памятник труженикам тыла.
- Память шахтёрам Кузбасса.

## Религиозные организации
- Русская православная церковь, Кемеровская епархия, Новокузнецкая епархия, Мариинская епархия. Входят в Кузбасскую митрополию с 26 июля 2012 года.
- Римско-католическая церковь, Приход Непорочного Сердца Пресвятой Девы Марии[130].
- Церковь христиан веры евангельской пятидесятников, «Возрождение»[131].
- Церковь Иисуса Христа Святых последних дней. Офис расположен на улица Кирова, 27[132].
- Ислам, мечеть Мунира.

## Образование

### Общее образование (основное, среднее)
- Школы, лицеи, в том числе опорная школа РАН, гимназии, КЦО.

### Среднее профессиональное образование
- Сибирский политехнический техникум (ранее: Сибирский политехнический колледж)
- Кемеровский музыкальный колледж (ранее: Кемеровское музыкальное училище)
- Кемеровский областной колледж культуры и искусств
- Кемеровский профессионально-технический техникум (ранее: Кемеровский профессионально-технический колледж.)
- Кузбасский техникум архитектуры, геодезии и строительства
- Кемеровский педагогический колледж
- Кузбасский медицинский колледж
- Кемеровский аграрный техникум имени Г. П. Левина (ранее: Кемеровский совхоз-техникум) — Металлплощадка
- Кемеровский технический техникум (ранее: Кемеровский технический колледж, Кемеровский химический техникум им. Ленинского комсомола)
- Кемеровский областной художественный колледж
- Кемеровский кооперативный техникум
- Кемеровский горнотехнический техникум (ранее: Горный Техникум) — Кемеровский горнотехнический колледж
- Кемеровский коммунально-строительный техникум имени В. И. Заузелкова
- Кемеровский колледж статистики, экономики и информационных технологий
- Губернаторский техникум народных промыслов
- Государственное профессиональное образовательное учреждение г. Кемерово
- Кемеровский техникум индустрии питания и сферы услуг
- Кемеровское президентское кадетское училище
- Колледж промышленных, информационных технологий и права КемГУ
- Колледж предпринимательских и цифровых технологий

### Высшее образование
- Кемеровский государственный университет
- Кемеровский государственный медицинский университет
- Кузбасская государственная сельскохозяйственная академия
- Кемеровский государственный институт культуры
- Кузбасский государственный технический университет
- Филиал РГИСИ в г. Кемерово
- Сибирский НИИ междисциплинарных исследований

### Дополнительное профессиональное образование
- Сибирский профессионально-педагогический институт

## Наука
- Федеральный исследовательский центр угля и углехимии Сибирского отделения Российской академии наук
- НИИ КПССЗ СО РАМН Научно исследовательский институт комплексных проблем сердечно-сосудистых заболеваний сибирского отделения российской академии медицинских наук
- Научный центр ВостНИИ по безопасности в горной промышленности

## Учреждения здравоохранения
В городе развитая сеть частных и бюджетных лечебных учреждений:
- Областной клинический онкологический диспансер
- Областная клиническая больница (ранее — № 1)
- Кузбасская Клиническая Больница Скорой Медицинской Помощи им. М. А. Подгорбунского (ранее ГКБ № 2, ГКБ № 3)
- Городская клиническая больница № 11
- Городская больница № 1 имени Горбуновой
- Детская городская клиническая больница № 5
- Городская инфекционная клиническая больница № 8
- Кемеровская областная офтальмологическая больница
- Кемеровский областной перинатальный центр имени Решетовой
- Центральная районная больница Кемеровского района
- Городская клиническая больница № 4
- Городская больница № 13
- Кемеровская областная клиническая психиатрическая больница
- Кемеровский областной клинический кардиологический диспансер имени академика Л. С. Барбараша
- НИИ комплексных проблем сердечно-сосудистых заболеваний

## Преступность
Общий массив зарегистрированных преступлений сократился[когда?]

 на 4 %, в абсолютных числах снижение составило 582 преступления (с 14428 до 13846).
По сравнению с 2015 годом в 2016 году в областном центре зарегистрировано меньше тяжких и особо тяжких преступлений против личности, а также случаев умышленного причинения тяжкого вреда здоровью.
Сократилось на 18 % количество преступлений против собственности граждан (с 9406 до 7738), в том числе зарегистрировано меньше квартирных краж, краж автомототранспорта, значительно (на 222 преступления) снижено число грабежей, разбоев, угонов, мошенничеств (-177; 965 против 1142).
Постоянно проводится работа по предупреждению преступлений, совершённых в общественных местах и на улицах города.
В 2016 году проведено 47 оперативно-профилактических мероприятий «Единый день профилактики», по разным районам города, в рамках которых раскрыто более 1800 преступлений, пресечено 12,5 тысячи административных правонарушений.

## Именем города названы
- Несколько улиц в городах бывшего СССР.
- Астероид главного пояса (2140) Кемерово[134].

## Связь
В Кемерове — шестизначные телефонные номера. Код города — 3842.
Основным оператором стационарной телефонной связи является Кемеровский филиал ПАО «Ростелеком». Также услуги телефонной связи оказывают: Good Line, «ТТК-Западная Сибирь», ООО «Кузбассвязьуголь», «МТС» и некоторые другие.

## Средства массовой информации
В рейтинге СМИ 75 крупнейших городов России Кемерово занял 44 место по совокупному еженедельному тиражу общественно-политических печатных СМИ (378 650 экземпляров) и 44 место по «доступности негосударственной прессы».

## Спорт
Физкультурой и спортом в Кемерове занимаются более 285 тысяч человек, каждый второй житель. Ежегодно в городе проводится более тысячи соревнований различного уровня, в том числе: более 20 всероссийских соревнований; более 25 соревнований Сибирского Федерального округа; более 65 областных соревнований; более 690 городских и районных соревнований. Участвуют в соревнованиях — более 90 тысяч человек.
В городе культивируется 81 вид спорта, в том числе 21 — по олимпийской программе. Работают 54 федерации по видам спорта. Действуют 40 пунктов проката спортивного инвентаря, в том числе платные на 5 стадионах и бесплатные в 30 клубах по месту жительства.
В городе Кемерово расположены:
- Губернский универсальный спортивный комплекс «Лазурный». Открылся 25 августа 2021 года после реконструкции.
- Легкоатлетический манеж.
- Спортивный стадион «Химик» — стадион открытого типа.
- Губернский центр спорта, включающий в себя крытую ледовую арену с искусственным ледовым покрытием.
- Стадион «Шахтёр».
- Ледовая арена «Кемерово».
- Спорткомплекс «Арена».
- В Кемерово развит хоккей с мячом. Проводятся соревнования различных уровней, в том числе в 2007 году прошёл чемпионат мира.
- Губернский центр спорта «Кузбасс» — один из крупнейших крытых спортивных комплексов России за Уралом.
- Ледовый дворец «Кузбасс» вместимость 6000/10000 человек (строительство — открытие 2021)
- Волейбольный комплекс «Кузбасс арена» на 6000/10000 зрителей (строительство — открытие объекта 2021/22)

В спортивном центре 11 спортивных залов: универсальный спортивный зал с трибунами на 1300 мест:
- зал борьбы,
- зал бокса,
- зал художественной гимнастики,
- 3 зала хореографии,
- тренажёрный зал,
- зал общефизической подготовки,
- фитнес-зал,
- зал начальной подготовки.

В городе базируются спортивные клубы:
- ХК «Кузбасс» — Суперлига чемпионата России по хоккею с мячом.
- ВК «Кузбасс» — Суперлига чемпионата России по волейболу.
- МФК «Кузбасс» — Высшая лига чемпионата России по мини-футболу.
- Женский футбольный клуб «Кузбасс» — Первенство России по футболу среди женских команд Первого дивизиона зоны «Сибирь».

## Города-побратимы
- Шалготарьян (Венгрия). В честь города Шалготарьян в Кемерове назван квартал города — Шалготарьян, заложенный в 1979 году «в знак кузбасско-венгерской дружбы». Также в честь «дружбы с венгерскими трудящимися» Ноградской области Венгрии названа улица Ноградская в одном из районов города[источник не указан 2413 дней].

## Нумизматика и филателия
15 марта 2018 года Банк России выпустил в обращение памятную серебряную монету номиналом 3 рубля «100-летие основания г. Кемерово», на которой изображён памятник М. Волкову.

В июле 2018 года была выпущена почтовая марка, посвящённая 100-летию г. Кемерово. На марке изображён Памятник шахтёрам Кузбасса.
- Серебряная памятная монета 3 рубля (2018)
- Почтовая марка